# 金斯費里 (佛羅里達州)
金斯費里（英語：Kings Ferry）是位於美國佛羅里達州拿騷縣的一個非建制地區。該地的面積和人口皆未知。

## 地理
金斯費里的座標為30°47′06″N 81°50′21″W / 30.78500°N 81.83917°W，而該地的平均海拔高度為5米（即16英尺）。